# Organizația pentru Interzicerea Armelor Chimice
Organizația pentru Interzicerea Armelor Chimice (engleză: Organisation for the Prohibition of Chemical Weapons – OPCW) este o organizație interguvernamentală situată la Haga, Țările de Jos. Organizația promovează și verifică adeziunea la Convenția pentru interzicerea armelor chimice, care interzice utilizarea armelor chimice și cere distrugerea lor. Verificarea constă atât în evaluarea declarațiilor statelor membre, cât și în inspecții in situ. A fost distinsă cu Premiul Nobel pentru Pace 2013 „pentru eforturile sale susținute de a elimina armele chimice”.

## Istorie
Haga a fost aleasă ca locație pentru sediul organizației. Organizația are sediul central lângă World Forum Convention Center (unde își ține Conferința anuală a statelor părți) și un depozit de echipamente și un laborator în Rijswijk. Sediul a fost deschis oficial de Regina Beatrix a Olandei la 20 mai 1998. și constau dintr-o clădire cu opt etaje construită într-un semicerc.Un memorial permanent pentru toate victimele armelor chimice este prezent în spatele clădirii și este deschis publicului.

## Structură organizatorică
În OPCW sunt 193 state membre (toate statele părți la CWC sunt automat membri. 4 Statele membre ONU sunt nemembri: Egipt, Israel, Coreea de Nord și Sudanul de Sud)
Consiliul executiv (CE) este organul executiv al organizației și este format din 41 de state , care sunt numite de conferință pe un mandat de doi ani. Consiliul, printre altele, supraveghează bugetul și cooperează cu secretariatul general în toate aspectele legate de convenție.
Secretariat tehnic (TS) aplică majoritatea activităților mandatate de consiliu și este organismul în care lucrează majoritatea angajaților organizației. Principalele activități ale OIAC sunt efectuate de către inspecția și departamentele de verificare.

## Inspecții la
- Instalații de distrugere a armelor chimice
- Inspecții în industrie
- Contestații ale  inspecțiilor și investigațiile despre presupusa utilizare